# Centre d'Esports Sabadell Fútbol Club 2013-2014
Questa voce raccoglie le informazioni riguardanti il Centre d'Esports Sabadell Fútbol Club nelle competizioni ufficiali della stagione 2013-2014.

## Rosa
| N. |                      | Ruolo | Calciatore          |
| -- | -------------------- | ----- | ------------------- |
| 1  | Spagna (bandiera)    | P     | David de Navas      |
| 2  | Spagna (bandiera)    | D     | Martí Crespí        |
| 3  | Spagna (bandiera)    | D     | Víctor Espasandín   |
| 4  | Catalogna (bandiera) | C     | Juanjo Ciércoles    |
| 5  | Catalogna (bandiera) | D     | Cristian García     |
| 6  | Spagna (bandiera)    | D     | Carlos Hernández    |
| 7  | Spagna (bandiera)    | A     | Manuel Gato         |
| 8  | Catalogna (bandiera) | C     | Antonio Hidalgo     |
| 9  | Messico (bandiera)   | A     | Aníbal ()           |
| 10 | Spagna (bandiera)    | C     | David Arteaga       |
| 11 | Catalogna (bandiera) | A     | Juan José Collantes |
| 12 | Spagna (bandiera)    | C     | Rúper               |
| 13 | Spagna (bandiera)    | P     | Nauzet Pérez        |

| N. |                      | Ruolo | Calciatore              |
| -- | -------------------- | ----- | ----------------------- |
| 14 | Spagna (bandiera)    | C     | Antonio Longás          |
| 15 | Catalogna (bandiera) | D     | Pablo Ruiz              |
| 16 | Spagna (bandiera)    | C     | Paco Sutil              |
| 17 | Catalogna (bandiera) | D     | Toni Lao                |
| 18 | Catalogna (bandiera) | A     | Raúl Tamudo             |
| 19 | Spagna (bandiera)    | A     | Edgar Hernández         |
| 20 | Spagna (bandiera)    | D     | Javi Barral             |
| 21 | Giappone (bandiera)  | C     | Sōtan Tanabe            |
| 22 | Spagna (bandiera)    | D     | Kiko                    |
| 23 | Marocco (bandiera)   | C     | Moha ()                 |
| 24 | Spagna (bandiera)    | D     | Jesús Olmo              |
| 25 | Spagna (bandiera)    | C     | Fernando Llorente Mañas |